# Friedrich Hedler
Friedrich Hedler (* 9. April 1898; † 26. März 1987) war ein deutscher Dramaturg und Schriftsteller. Er war Landesleiter der Reichsschrifttumskammer.

## Leben und Wirken
Hedler war Chefdramaturg an den Städtischen Bühnen Magdeburg und als solcher auch in Eisenach tätig. Zum 1. Mai 1932 trat er der NSDAP bei (Mitgliedsnummer 1.089.070). 1939 wurde er zum Landesleiter der Reichsschrifttumskammer im Gau Magdeburg-Anhalt ernannt.
Nach Ende des Zweiten Weltkrieges ging er als Dramaturg an das Stadttheater nach Eisenach. Dort wurde er im März 1949 wegen angeblich „faschistischer Umtriebe“ festgenommen. Nach seiner Freilassung siedelte er nach Westdeutschland über.

## Werke (Auswahl)
- Till Eulenspiegel. Amalthea-Verlag, Wien 1929.
- Die Geburt der Komödie. Das Lustspiel als Kulturaufgabedes nationalen Theaters. In: Die Neue Literatur 35 (1934), S. 677–692.
- Der Urlaubsschein – Eine Kriegsnovelle. 1939.
- Das Schulhaus auf der Sonne, oder: Die vierzehn Nothelfer. 1939.
- Der goldene Reiter. Schauspiel in 5 Aufzügen. Magdeburg [1943].
- Totentanz. Dt. Laienspiel-Verlag, Rothenburg an der Fulda 1950.
- Der Tänzer Unserer Lieben Frau. Ein Spiel nach altfranzösischen und altdeutschen Motiven. 1950.
- Der Floh im Ohr. (Dreiakter)
- Erntetag. Bäuerliches Schauspiel.

## Auszeichnungen
Gegen Ende des Zweiten Weltkrieges erhielt er den Literaturpreis der Stadt Magdeburg für seine Komödie „Till Eulenspiegel“ verliehen.

## Nachlass
Sein schriftstellerischer Nachlass befindet sich in der Universität Bamberg.